# 坑道

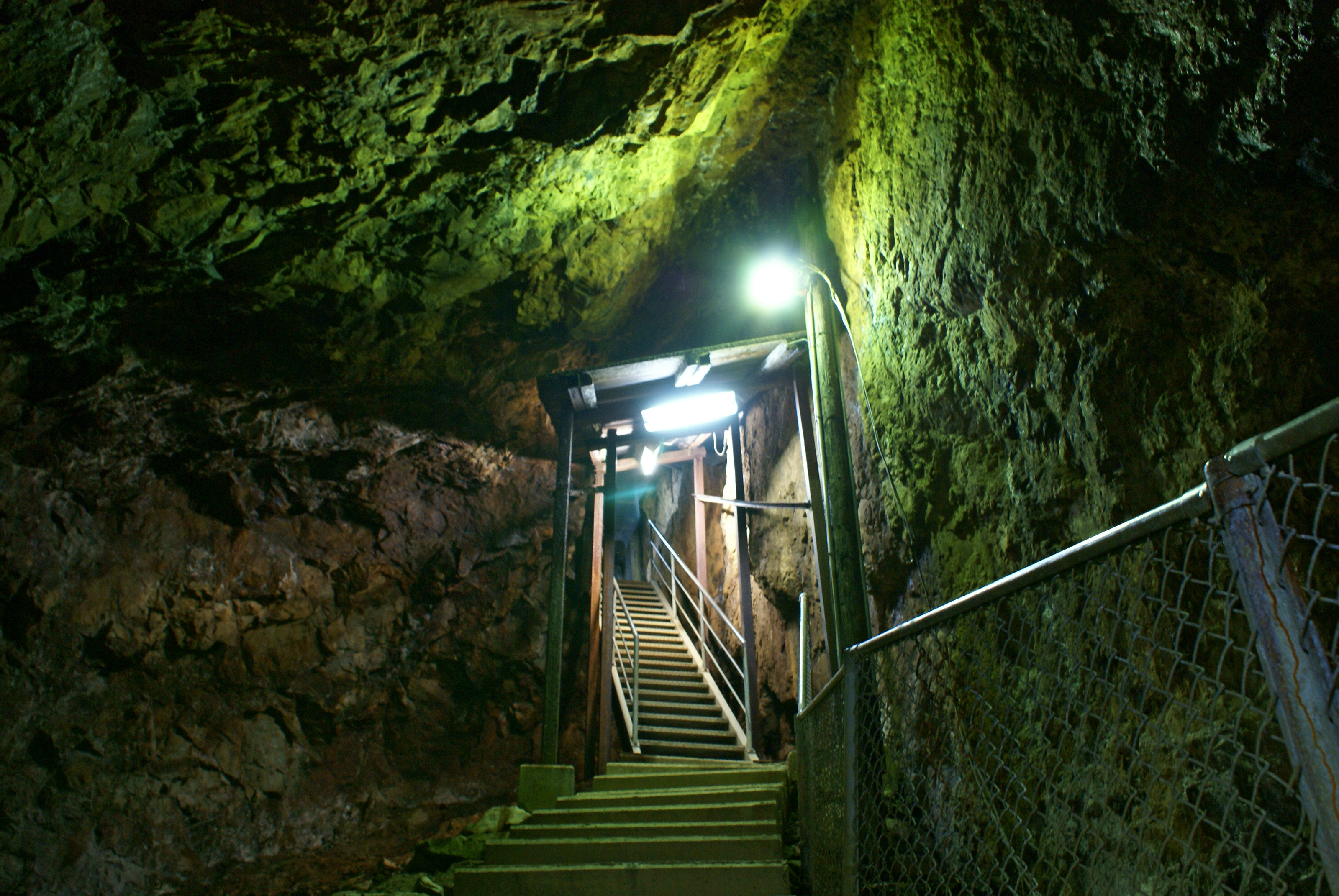
近世の坑道（笹畝坑道）

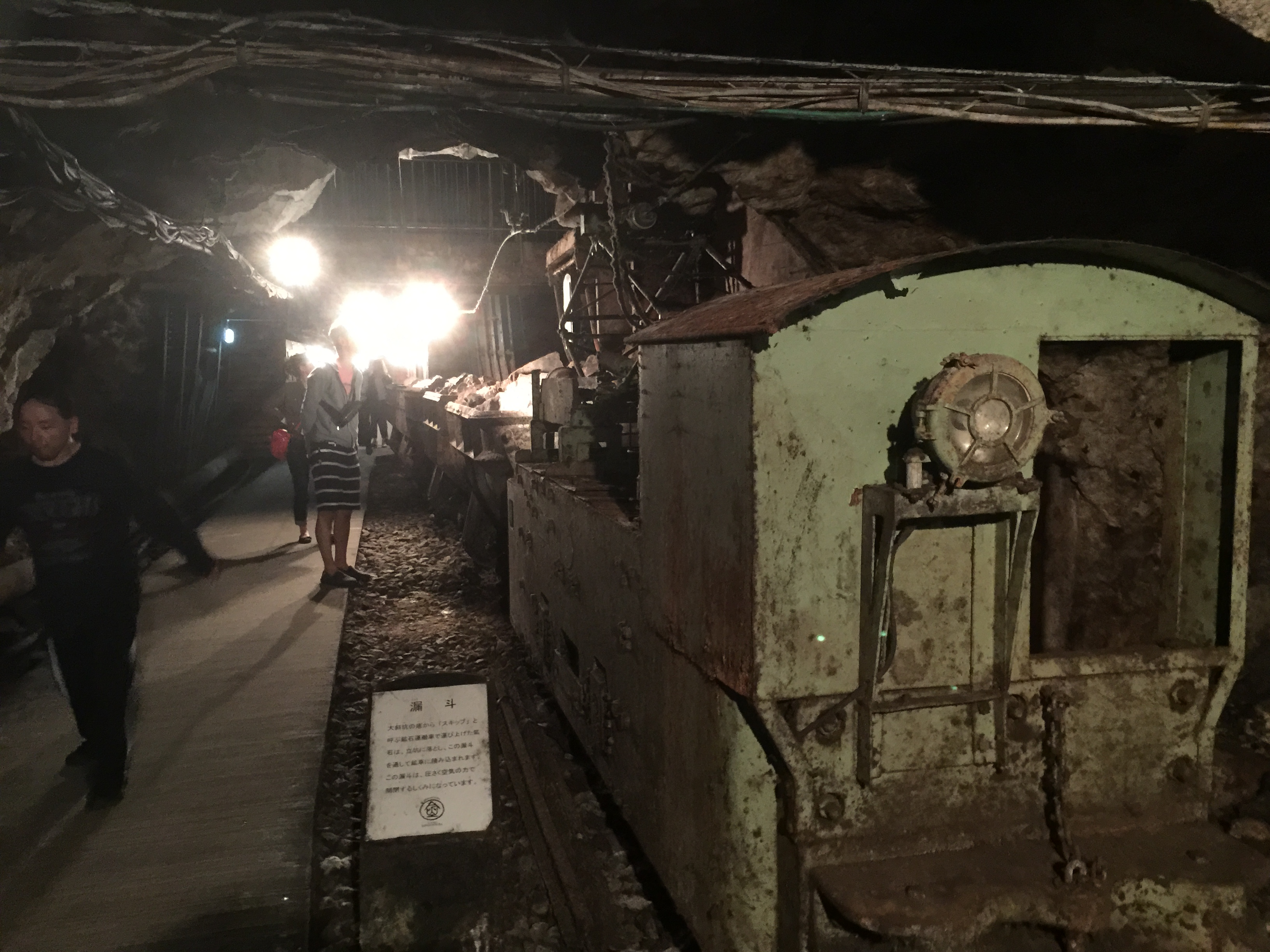
串木野鉱山の坑道

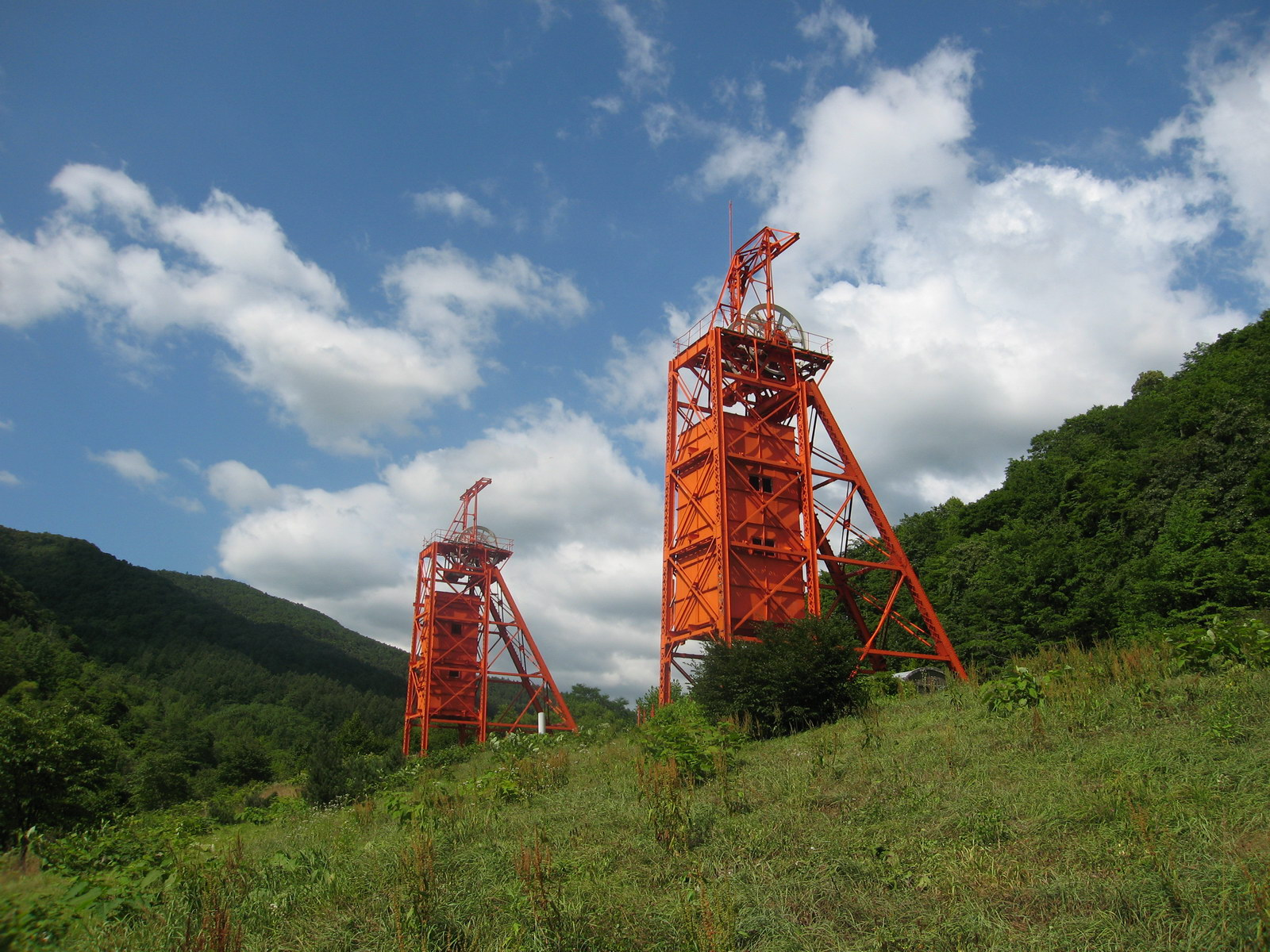
三菱美唄炭鉱跡の立坑（縦の坑道）の巻き揚げ櫓
（炭鉱メモリアル森林公園）

坑道（こうどう）とは、地下に造られる通路のこと。主に鉱山などで採掘のために掘削される。鉱山では鉱床に沿って掘り進められ、金のように価格が高い資源では地下3000m以上まで掘り進められた例もある（南アフリカ共和国のタウトナ鉱山）。
日本では別名：間府（まぶ）／間分／間歩とも呼ぶ。

## 歴史
金属の鉱石や宝石などが地表に露出していたり、露天掘りで採取できたりする場合以外で、人類は坑道を掘ることで地下深くの資源を入手してきた。日本では、若杉山遺跡（徳島県）において、辰砂を弥生時代に採掘した可能性がある坑道が発見されている。

## 危険性

### 落盤・陥没事故
坑道内部は、坑道が崩落する落盤事故を防ぐため坑木で支保される。坑木は高湿度環境では腐朽の進行が早く、それなりの頻度で交換や坑道そのものの補修が行われるが、廃鉱になると坑口をふさぐ程度で内部のメンテナンスは行われなくなる。吹屋銅山の笹畝坑道のように観光用に保全されたり、神岡鉱山のスーパーカミオカンデの施設や河津鉱山（湧出する温泉水を坑内にプールしている）のように再利用されたりすることはまれである。このため、埋め戻しがされていない坑道が長い年月を経て落盤により埋没し、その影響で地表面が大規模に陥没する事故がしばしば発生する。また、出水量の多い鉱山では、坑内にたまりきらない排水が圧力などから地面から噴出し、鉱山周辺の道路や建物が浸水する事もまれにある。
日本では、閉山した鉱山では坑口の封鎖が義務付けられている。採掘が終了した鉱山の坑道などの施設は、経済産業省が地方毎に鉱山保安監督事務所を設置して監視していたが、2005年より規制を合理化し産業保安監督部へ編入・改組。民間の自主性を活かした保安確保への転換が図られている。

### 廃坑における危険性
採掘が終了した鉱山の坑道では、残されたズリから鉱物採集を行うマニアや廃墟マニアが侵入を試みる例が存在する。しかし、坑道にはエレベーターや配管類を撤去した後の竪穴などが無数に存在し、落とし穴状態になっていることも珍しくは無く危険である。また、坑内は立体的かつ複雑に分岐し、道に迷うこともあり、さらに可燃性ガスや有毒ガスの発生や貧酸素化、崩落、浸水などの危険もある。

## 軍事における坑道
敵の陣地や城を攻略するために、その地下までトンネルを掘ることを坑道戦と呼ぶ。
また核実験場など地下軍事施設への人員の出入りや兵器・物資の搬出入に使われる通路も坑道と表記される。